# M982 Excalibur
M982 Excalibur (ранее — XM982) — 155-мм высокоточный управляемый активно-реактивный снаряд (АРС) увеличенной дальности, запускаемый из ствола артиллерии (артиллерийских установок, гаубиц).
M982 разрабатывается компаниями Raytheon Missile Systems и BAE Systems Bofors. Система управления комбинированная — спутниковая (GPS) и инерциальная. Аэродинамическая схема — «утка». Боевая часть — многоцелевая.

## Обзор

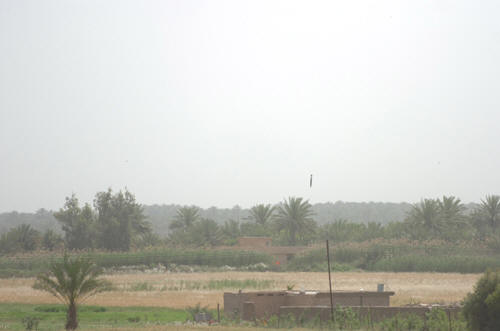
Высокоточный управляемый снаряд M982 Excalibur (в центре) падает на сооружение - предполагаемое укрытие повстанцев во время боевых действий в северном районе Багдада 5 мая 2007 года. Солдаты 1-й бронетанковой бригады Ironhorse 1-й кавалерийской дивизии ведут обстрел из гаубиц M109A6 «Паладин» в лагере Таджи в Ираке — это первое реальное боевое применение снаряда Excalibur.

«Интеллектуальный» выстрел должен был иметь дальность стрельбы от 40 до 57 км (в зависимости от конфигурации) с круговым вероятным отклонением (КВО) 4 м. 
Увеличенная дальность достигается за счёт использования складывающихся аэродинамических консолей, позволяющих снаряду планировать к цели из верхней точки баллистической траектории. Точность попадания достигается использованием приёмника сигналов ГНСС GPS. Для сравнения, стандартные американские 155-мм снаряды имеют КВО порядка 200—300 метров при стрельбе на средние дальности.
Изначально Excalibur разрабатывался с финансовым участием Швеции в размере 55,1 млн долларов, ожидавшей получить серийные боеприпасы в 2010 году. В 2008 году затраты составили 85 000 долларов на один снаряд, при производстве крупными партиями возможно снижение стоимости до 50 000 долларов.

## Хронология проекта
- 1995 год — Olin Ordnance, Talley Defense Systems и Motorola приступают к разработке управляемого снаряда XM982 для перспективной САУ XM2001 Crusader[англ.], обеспечивающего точную стрельбу на расстояние свыше 40 км[9].
- Июнь 2005 года — Рейтеон получила контракт на 22,1 млн долларов на производство начальной партии.[10]
- Сентябрь 2005 года — успешная демонстрация на полигоне Юма +сухопутных войск США в Аризоне.[11]
- Июнь 2006 года — Рейтеон выиграла контракт стоимостью 42,7 млн долларов исполнения 2006 финансового года, на производство 335 снарядов Excalibur и соответственно, затраты испытания и эксплуатацию.[12]
- Август 2006 года — Из-за технических проблем, связанных с чувствительностью и удержанием сигнала GPS, начало эксплуатации было перенесено на весну 2007 года[13][14].
- Сентябрь 2006 года — Успешные стрельбы в испытаниях на безопасность продемонстрировали фактическое среднее КВО в 5 метров или лучше[15].
- Май 2007 года — Первые реальные боевые стрельбы Excalibur в Ираке.[16]
- Октябрь 2007 года — Запрос австралийской армией агентства МО США занимающегося поставками оружия в другие страны (Foreign military sales). Оцениваемая стоимость 40 млн долларов[17].
- Апрель 2008 года — Пересмотр Foreign military sales МО США австралийского запроса, оцениваемая стоимость контракта увеличилась до 58 млн долларов[18].

## Тактико-технические характеристики
- Калибр: 155 мм
- Система управления: ГНСС GPS / ИНС
- Стоимость:
  - Block 1a-1: — $232 000[19]
  - Block 1a-2: — $160 000[20]
  - Block Ib:     — $  68 000[21]-112 000[22]
- Дальность стрельбы:
  - Block 1a-1: — 23 км
  - Block 1a-2 (C): — 40-160 км[23][24]
  - Block Ib:    —  36 км [25]
  - В декабре 2020 года вариант снаряда при выстреле из удлиненной до 58 калибров ERCA пушки достиг цели, находящейся на дальности 70 км[26][27].
- КВО: 4 м

### Варианты
Существует три модификации снаряда (current development effort is towards Block I):
- Block I — с унитарной проникающей боевой частью.
  - Block Ia-1: — ускоренно разработанный снаряд с сокращённой дальностью стрельбы. На вооружении с 2007 года.[14]
  - Block Ia-2: — снаряд с увеличенной дальностью.
  - Block Ib: — снаряд уменьшенной стоимости с полной реализацией тактико-технических требований. Разработка снова выставлена на конкурс. Компания Alliant Techsystems объявила о своем намерении представить предложение на основе своей технологии Saber.[28][29]
    - Excalibur S:  В Июне 2013 Raytheon начал на собственные средства программу обновления Ib с возможностью полуактивного захвата цели (semi-active laser targeting). Искатель SAL позволит снаряду атаковать движущиеся цели или изменившие свое местоположение после выстрела с изменением точки касания для того, чтобы исключить сопутствующий ущерб[21][30].
    - Excalibur N5: Вариант Excalibur S, уменьшенный до 127мм, что дает возможность морским орудиям эсминцев и крейсеров стрелять управляемыми снарядами большей дальности. Raytheon также рассматривает вариант искателя в миллиметровом диапазоне для работе в режиме выстрелил и забыл[21]
    - Excalibur EST: Вариант Excalibur Shaped Trajectory, позволяет снаряду приблизится к цели на конечном этапе под некоторым углом; продемонстрировано в Августе 2018 и вскоре после этого начата поставка[31].
- Block II — кассетный снаряд содержащий 64 суббоеприпаса типа DPICM или два типа SADARM.[1]
- Block III — снаряд с интеллектуальным боевым снаряжением способным «обнаруживать, распознавать и сопровождать цель(и) в сложной городской среде».

## Боевое применение
Впервые M982 Excalibur использовался в 2007 году в Иракской войне. Первый опыт боевого применения был настолько успешным (92 % снарядов падали в пределах 4 метров от цели), что армия США решила увеличить темпы производства до 150 единиц в месяц против предыдущих 18 снарядов в месяц.
Использовался украинской стороной в ходе отражения вторжения России на Украину для уничтожения российских гаубиц, самоходной артиллерии и специальной техники . Согласно анонимным оценкам, полученным The Washington Post от украинской стороны, в 2023 году из-за использования ВС РФ средств радиоэлектронной борьбы точность снарядов «Excalibur» упала до 10%. Впоследствии ВСУ отказались от их использования.

## На вооружении

Операторы

- Австралия — закуплено 250 единиц в 2008 году[37]
- Великобритания[37]
- Германия[37]
- Индия — закуплено 1200 единиц в 2019 году[38]
- Канада
- Нидерланды[39]
- США
- Украина — 3000 единиц[35] поставлены из Канады и США в 2022 году[40][41][42][43]
- Швеция

## Оружейные системы
АРС Excalibur может использоваться в составе:
- САУ M109A6 Paladin
- САУ K9 Thunder
- Гаубицы M198
- Гаубицы M777A2
- САУ NLOS-C
- САУ ARCHER

## Сравнительные характеристики
| Сравнительная характеристика корректируемых артиллерийских боеприпасов различных стран мира | Сравнительная характеристика корректируемых артиллерийских боеприпасов различных стран мира | Сравнительная характеристика корректируемых артиллерийских боеприпасов различных стран мира | Сравнительная характеристика корректируемых артиллерийских боеприпасов различных стран мира | Сравнительная характеристика корректируемых артиллерийских боеприпасов различных стран мира | Сравнительная характеристика корректируемых артиллерийских боеприпасов различных стран мира | Сравнительная характеристика корректируемых артиллерийских боеприпасов различных стран мира | Сравнительная характеристика корректируемых артиллерийских боеприпасов различных стран мира | Сравнительная характеристика корректируемых артиллерийских боеприпасов различных стран мира |
| Наименование                                                                                | Страна                                                                                      | Изображение                                                                                 | Калибр, мм                                                                                  | Максимальная дальность стрельбы, км                                                         | Тип боевой части                                                                            | Масса взрывчатого вещества, кг                                                              | Длина снаряда, мм                                                                           | Масса снаряда, кг                                                                           |
| ------------------------------------------------------------------------------------------- | ------------------------------------------------------------------------------------------- | ------------------------------------------------------------------------------------------- | ------------------------------------------------------------------------------------------- | ------------------------------------------------------------------------------------------- | ------------------------------------------------------------------------------------------- | ------------------------------------------------------------------------------------------- | ------------------------------------------------------------------------------------------- | ------------------------------------------------------------------------------------------- |
| «Краснополь-М1»                                                                             | Россия                                                                                      |                                                                                             | 152                                                                                         | 25                                                                                          | осколочно-фугасная                                                                          | 9,0                                                                                         | 960                                                                                         | 45,0                                                                                        |
| «Краснополь-М2»                                                                             | Россия                                                                                      |                                                                                             | 155                                                                                         | 25                                                                                          | осколочно-фугасная                                                                          | 11,0                                                                                        | 1200                                                                                        | 54,0                                                                                        |
| «Сантиметр-М»                                                                               | Россия                                                                                      |                                                                                             | 152                                                                                         | 18                                                                                          | осколочно-фугасная                                                                          | 10,0                                                                                        | 861                                                                                         | 41,0                                                                                        |
| «Сантиметр-М1»                                                                              | Россия                                                                                      |                                                                                             | 155                                                                                         | 20                                                                                          | осколочно-фугасная                                                                          | 12,0                                                                                        | 940                                                                                         | 40,9                                                                                        |
| «Квитник»                                                                                   | Украина                                                                                     |                                                                                             | 152/155                                                                                     | 20                                                                                          | осколочно-фугасная                                                                          | 8,0                                                                                         | 1200                                                                                        | 48,0                                                                                        |
| M712 «Copperhead» /«Copperhead-2»                                                           | США                                                                                         |                                                                                             | 155                                                                                         | 16/20                                                                                       | кумулятивно-фугасная                                                                        | 6,7                                                                                         | 1370                                                                                        | 62,0                                                                                        |
| M982 «Excalibur»                                                                            | США / Швеция                                                                                |                                                                                             | 155                                                                                         | 23/40–57                                                                                    | осколочно-фугасная, кассетная                                                               | 5,4                                                                                         | 996                                                                                         | 48,0                                                                                        |
| 1. 2. 3. 4. 5. 6. 7. 8.                                                                     |                                                                                             |                                                                                             |                                                                                             |                                                                                             |                                                                                             |                                                                                             |                                                                                             |                                                                                             |

### Комментарии
1. ↑  Буква X в американской военной номенклатуре означает систему оружия, находящуюся в разработке